# 러브 퍼레이드 (영화)
《러브 퍼레이드》(The Love Parade)는 미국에서 제작된 에른스트 루비치 감독의 1929년 영화이다. 모리스 슈발리에 등이 주연으로 출연하였고 에른스트 루비치 등이 제작에 참여하였다.

## 출연

### 주연
- 모리스 슈발리에
- 자넷 맥도널드

### 조연
- 릴리언 로스
- 유진 팔렛
- 리오넬 벨모어

## 기타
- 원작자: 어니스트 바다
- 음향: 프랭클린 한센
- 미술: 한스 드레이어
- 의상: 트라비스 밴톤